# Feldhockey-Europameisterschaft der Damen 2021
Die Feldhockey-Europameisterschaft der Damen 2021 war die 15. Auflage der Feldhockey-Europameisterschaft der Damen und fand vom 4. bis 13. Juni in Amstelveen, Niederlande gemeinsam mit der Europameisterschaft der Herren statt. Austragungsort war zum vierten Mal nach 1983, 2009 und 2017 das Wagener-Stadion. Der Titelverteidiger war das niederländische Team, das seinen Titel erfolgreich mit einem 2:0 gegen Deutschland verteidigen konnte. Im Spiel um den dritten Platz konnte sich Belgien mit 3:1 gegen Spanien durchsetzen.
Ursprünglich sollte das Turnier vom 20. bis 29. August stattfinden, im Zuge der Verschiebung der Olympischen Sommerspiele in Tokio aufgrund der Covid-19-Pandemie wurde das Turnier von der EHF um zwei Monate nach vorne verlegt.

## Teilnehmer
Berechtigt zur Teilnahme waren neben dem niederländischen Team als Gastgeber die besten fünf Teams der letzten Europameisterschaft 2019 sowie die besten zwei Teams der Europameisterschaft der II. Division.
- Niederlande (Gastgeber und Titelverteidiger)
- Deutschland (Zweiter 2019)
- Spanien (Dritter 2019)
- England (Vierter 2019)
- Irland (Fünfter 2019)
- Belgien (Sechster 2019)
- Schottland (Sieger B-Pool)
- Italien (Finalist B-Pool)

## Modus
Die Vorrunde wurde in zwei Gruppen zu je vier Mannschaften im Jeder-gegen-Jeden-Format gespielt. Die ersten Zwei jeder Gruppe qualifizierten sich für das Semifinale. Wie im internationalen Hockey üblich wurde ein Spiel um den dritten Platz ausgetragen. Die letzten Zwei beider Gruppen bildeten die Gruppe C und spielten um die Teilnahme an der folgenden Europameisterschaft. Dabei nahmen die Mannschaften das Ergebnis gegen die Nation aus der eigenen Gruppe mit. Die beiden Letzten aus der Vierer-Gruppe stiegen in den B-Pool ab und die zwei Ersten durften an der nächsten Europameisterschaft teilnehmen.
Die vier bestplatzierten und noch nicht qualifizierten Mannschaften sollen an der Feldhockey-Weltmeisterschaft 2022 teilnehmen.

## Übertragung
Das Erste übertrug die Spiele der deutschen Nationalmannschaft auf den digitalen Plattformen der Sportschau live. ARD-Reporter und Kommentator war Christian Blunck.

## Vorrunde

### Gruppe A
| Datum              | Team 1      | Team 2      | Ergebnis   |
| ------------------ | ----------- | ----------- | ---------- |
| 5. Juni 2021 15:30 | Niederlande | Irland      | 4:0 (3:0)  |
| 5. Juni 2021 18:00 | Spanien     | Schottland  | 4:1 (1:0)  |
| 7. Juni 2021 12:30 | Irland      | Schottland  | 1:0 (0:0)  |
| 7. Juni 2021 20:00 | Spanien     | Niederlande | 1:7 (0:3)  |
| 9. Juni 2021 12:30 | Irland      | Spanien     | 1:1 (1:1)  |
| 9. Juni 2021 20:00 | Niederlande | Schottland  | 10:0 (3:0) |

| Rang | Land        | Spiele | S | U | N | Tore | Differenz | Punkte |
| ---- | ----------- | ------ | - | - | - | ---- | --------- | ------ |
| 1    | Niederlande | 3      | 3 | 0 | 0 | 21:1 | +20       | 9      |
| 2    | Spanien     | 3      | 1 | 1 | 1 | 6:9  | −3        | 4      |
| 3    | Irland      | 3      | 1 | 1 | 1 | 2:5  | −3        | 4      |
| 4    | Schottland  | 3      | 0 | 0 | 3 | 1:15 | −14       | 0      |

Legende: qualifiziert für die Finalspiele, Teilnahme an der Abstiegsrunde

### Gruppe B
| Datum              | Team 1      | Team 2      | Ergebnis  |
| ------------------ | ----------- | ----------- | --------- |
| 6. Juni 2021 10:30 | England     | Italien     | 4:0 (2:0) |
| 6. Juni 2021 12:45 | Deutschland | Belgien     | 1:1 (0:0) |
| 7. Juni 2021 14:45 | Belgien     | Italien     | 4:0 (1:0) |
| 7. Juni 2021 17:00 | England     | Deutschland | 0:2 (0:1) |
| 9. Juni 2021 14:45 | Deutschland | Italien     | 4:0 (1:0) |
| 9. Juni 2021 17:00 | Belgien     | England     | 1:1 (0:0) |

| Rang | Land        | Spiele | S | U | N | Tore | Differenz | Punkte |
| ---- | ----------- | ------ | - | - | - | ---- | --------- | ------ |
| 1    | Deutschland | 3      | 2 | 1 | 0 | 7:1  | +6        | 7      |
| 2    | Belgien     | 3      | 1 | 2 | 0 | 6:2  | +4        | 5      |
| 3    | England     | 3      | 1 | 1 | 1 | 5:3  | +2        | 4      |
| 4    | Italien     | 3      | 0 | 0 | 3 | 0:12 | −12       | 0      |

Legende: qualifiziert für die Finalspiele, Teilnahme an der Abstiegsrunde

## Abstiegsrunde

### Gruppe C
| Datum               | Team 1     | Team 2     | Ergebnis  |
| ------------------- | ---------- | ---------- | --------- |
| 11. Juni 2021 09:15 | Schottland | Italien    | 3:1 (2:0) |
| 11. Juni 2021 11:30 | Irland     | England    | 1:5 (1:3) |
| 12. Juni 2021 16:30 | Irland     | Italien    | 3:0 (1:0) |
| 12. Juni 2021 18:45 | England    | Schottland | 3:1 (2:1) |

In die Wertung der Abstiegsrunde wird das Spiel der Vorrunde zwischen den beiden Mannschaften derselben Gruppe übernommen.
| Rang | Land       | Spiele | S | U | N | Tore | Differenz | Punkte |
| ---- | ---------- | ------ | - | - | - | ---- | --------- | ------ |
| 1    | England    | 3      | 3 | 0 | 0 | 12:2 | +10       | 9      |
| 2    | Irland     | 3      | 2 | 0 | 1 | 5:5  | 0         | 6      |
| 3    | Schottland | 3      | 1 | 0 | 2 | 4:5  | −1        | 3      |
| 4    | Italien    | 3      | 0 | 0 | 3 | 1:10 | −9        | 0      |

Legende: qualifiziert für die Feldhockey-Europameisterschaft der Damen 2023, Abstieg in die EuroHockey Nations Trophy 2023

## Finalrunde

### Halbfinale
| Datum               | Team 1      | Team 2  | Ergebnis  |
| ------------------- | ----------- | ------- | --------- |
| 11. Juni 2021 16:00 | Niederlande | Belgien | 3:1 (2:0) |
| 11. Juni 2021 18:30 | Deutschland | Spanien | 4:1 (1:1) |

### Spiel um Platz 3
| Datum               | Team 1  | Team 2  | Ergebnis  |
| ------------------- | ------- | ------- | --------- |
| 13. Juni 2021 10:00 | Belgien | Spanien | 3:1 (1:0) |

### Finale
| Datum               | Team 1      | Team 2      | Ergebnis  |
| ------------------- | ----------- | ----------- | --------- |
| 13. Juni 2021 12:30 | Niederlande | Deutschland | 2:0 (1:0) |

## Abschlusstabelle
| Pl. | Mannschaft  |
| --- | ----------- |
|     | Niederlande |
|     | Deutschland |
|     | Belgien     |
| 4   | Spanien     |
| 5   | England     |
| 6   | Irland      |
| 7   | Schottland  |
| 8   | Italien     |

Legende: Abstieg in die EuroHockey Nations Trophy 2023

## Medaillengewinnerinnen
| Platz | Land        | Sportlerinnen |
| ----- | ----------- | --- |
| 1     | Niederlande | Anne Veenendaal, Josine Koning, Sanne Koolen, Malou Pheninckx, Laurien Leurink, Marloes Keetels, Maria Verschoor, Caia van Maasakker, Frédérique Matla, Pien Sanders, Laura Nunnink, Lauren Stam, Margot van Geffen, Eva de Goede, Stella van Gils, Ilse Kappelle, Pien Dicke, Felice Albers, ohne Einsatz: Xan de Waard, Ireen van den Assem              |
| 2     | Deutschland | Nathalie Kubalski, Julia Sonntag, Kira Horn, Amelie Wortmann, Nike Lorenz, Selin Oruz, Anne Schröder, Lena Micheel, Charlotte Stapenhorst, Sonja Zimmermann, Lisa Altenburg, Maike Schaunig, Franzisca Hauke, Cécile Pieper, Pia Maertens, Viktoria Huse, Jette Fleschütz, Hanna Granitzki, ohne Einsatz: Hannah Gablac, Pauline Heinz                     |
| 3     | Belgien     | Elena Sotgiu, Elodie Picard, Justine Rasir, Abi Raye, Charlotte Englebert, Judith Vandermeiren, Emma Puvrez, Louise Versavel, Alix Gerniers, Tiphaine Duquesne, Michelle Struijk, Barbara Nelen, Stephanie Vanden Borre, Pauline Leclef, Lien Hillewaert, Ambre Ballenghien, Helène Brasseur, France De Mot, ohne Einsatz: Anne-Sophie Weyns, Lucie Breyne |